# 佐古配水場ポンプ場

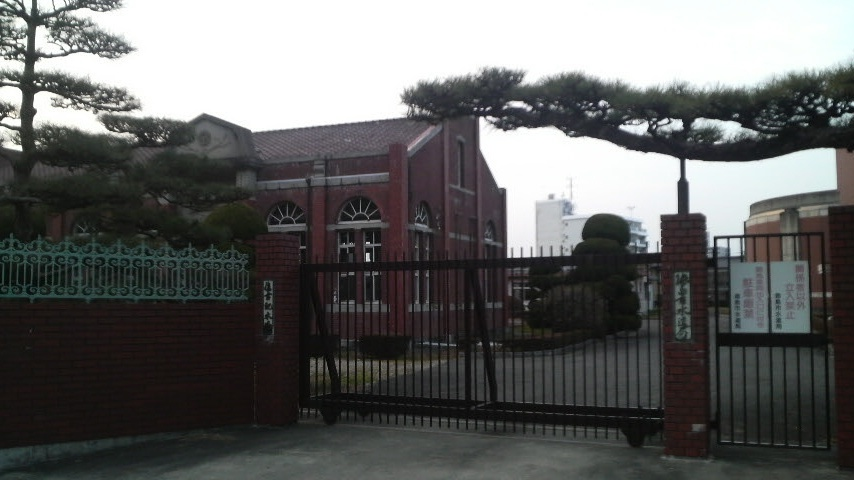
全景

佐古配水場ポンプ場（さこはいすいじょうポンプじょう）は、徳島県徳島市南佐古六番町3-11に位置する歴史的な建造物（配水場）。建築面積272m²。徳島市民からは「佐古の浄水場」と呼ばれている。
国の登録有形文化財に登録。また、毎日新聞社の「ヘリテージング100選」、厚生労働省の「近代水道百選」に選ばれている。

## 概略
大正15年（1926年）に建設された徳島市水道局が管理する煉瓦造のポンプ場で、眉山の麓にあり、イギリス積みの煉瓦壁で四周を囲んでいる。内部は一室で漆喰仕上げとし、小屋組は軽量鉄骨のトラス組である。
佐古排水場は主に、蔵本町、田宮、新町方面水を供給する基幹施設として平成7年（1995年）まで使用されていた。
明治時代の徳島では、赤痢や腸チフスなどの伝染病が毎年発生し、全国平均を上回る死亡者を記録していた。徳島市を近代都市に近づける為の事業として、明治42年（1909年）に当時の徳島市長である一坂俊太郎は水道敷設の方針を発表した。17年の歳月を経て佐古ポンプ場が完成する。当時の費用で260万円、徳島市の年間予算の3倍の巨費を投じた一大事業だった。
設計者は日本の近代水道に多大な貢献をなした中島鋭治。
平成10年（1998年）、国の登録有形文化財に登録される。また平成18年（2006年）には、ヘリテージング100選に選出された。